# Abisso Cenote delle Dolomiti
L'abisso Cenote delle Dolomiti è una cavità naturale situata nel Parco naturale Fanes - Sennes - Braies. Si tratta di un profondo abisso che si sviluppa tra ghiaccio e roccia per una profondità di quasi 300 m venuto alla luce in seguito allo svuotamento naturale di un lago a quota 2940 m s.l.m. tra il Piz Conturines e Cima Lavarella.

## Storia
Le prime esplorazioni nel Cenote delle Dolomiti iniziano nell'estate del 1994, quando l'enorme dolina esterna di 16 m di lunghezza e 38 m di larghezza era allora un lago con enormi blocchi di ghiaccio galleggianti. In seguito all'improvviso svuotamento del lago, vennero successivamente condotte le prime esplorazioni speleologiche che portarono alla scoperta di un meraviglioso sistema sotterraneo formato da pozzi verticali e meandri scavati tra roccia e ghiaccio (oltre ad alcune condotte orizzontali completamente nel ghiaccio) attraversate da forti correnti d'aria, indicando quindi la presenza di grandi ambienti a maggiori profondità.
Durante questa prima campagna di esplorazione si arrivò fino a una profondità di circa 80 m, fermandosi su altri ambienti da esplorare. Il riempimento successivo del tappo di ghiaccio esterno e le sfavorevoli condizioni meteorologiche hanno impedito l'accesso alla grotta per i successivi nove anni.
Solo nel 2003, grazie all'utilizzo di un elicottero e condizioni meteo favorite anche da una primavera mite, le esplorazioni dell'abisso riprendono esplorando nuovi ambienti fino a una profondità di 150 m. Ma fu solo cinque anni più tardi che una nuova spedizione organizzata al fine di esplorare, documentare e rilevare accuratamente questa grotta, portò alla luce il più grande ambiente sotterraneo delle Dolomiti, un salone lungo 120 m e largo 40 m alla base di un pozzo profondo 165 m (portando il dislivello totale della cavità a -287 m) caratterizzato dalla presenza dei residui di un glacionevato e grossi massi caduti dalla volta e dalle pareti.
A partire dal 2015 è in corso un progetto di studio e monitoraggio che ha portato alla realizzazione di un rilievo tridimensionale e alla installazione di sensori per registrare variazioni di temperatura e pressione dell'aria.

## Il progetto di monitoraggio
Il Progetto Cenote inizia nell'ottobre 2015 grazie alla collaborazione di diversi gruppi e associazioni speleologiche (Club Speleologico Proteo di Vicenza, Gruppo Speleologico Padovano, Gruppo Grotte Treviso e Associazione La Venta Esplorazioni Geografiche) e il supporto tecnico-scientifico della società VIGEA - Virtual Geographic Agency e allo studio GST di Reggio Emilia, Università di Bologna e Innsbruck. 
Le dimensioni e la particolare morfologia dei depositi di ghiaccio presenti nella grotta, la loro posizione e altitudine, hanno suggerito di proporre un progetto di ricerca a lungo termine per monitorare movimenti e variazioni di volume e allo stesso tempo per studiare le condizioni paleoclimatiche che ne hanno portato alla formazione.
Nel 2015 sono stati installati datalogger per registrare variazioni di temperatura, umidità e pressione ed è stato inoltre eseguito un rilievo tridimensionale con laser scanner terrestre per misurare accuratamente questo enorme ambiente. Nel corso degli anni successivi, sono stati raccolti dati dai sensori installati ed è stato effettuato il rilievo dell'intera cavità.